# Mogote

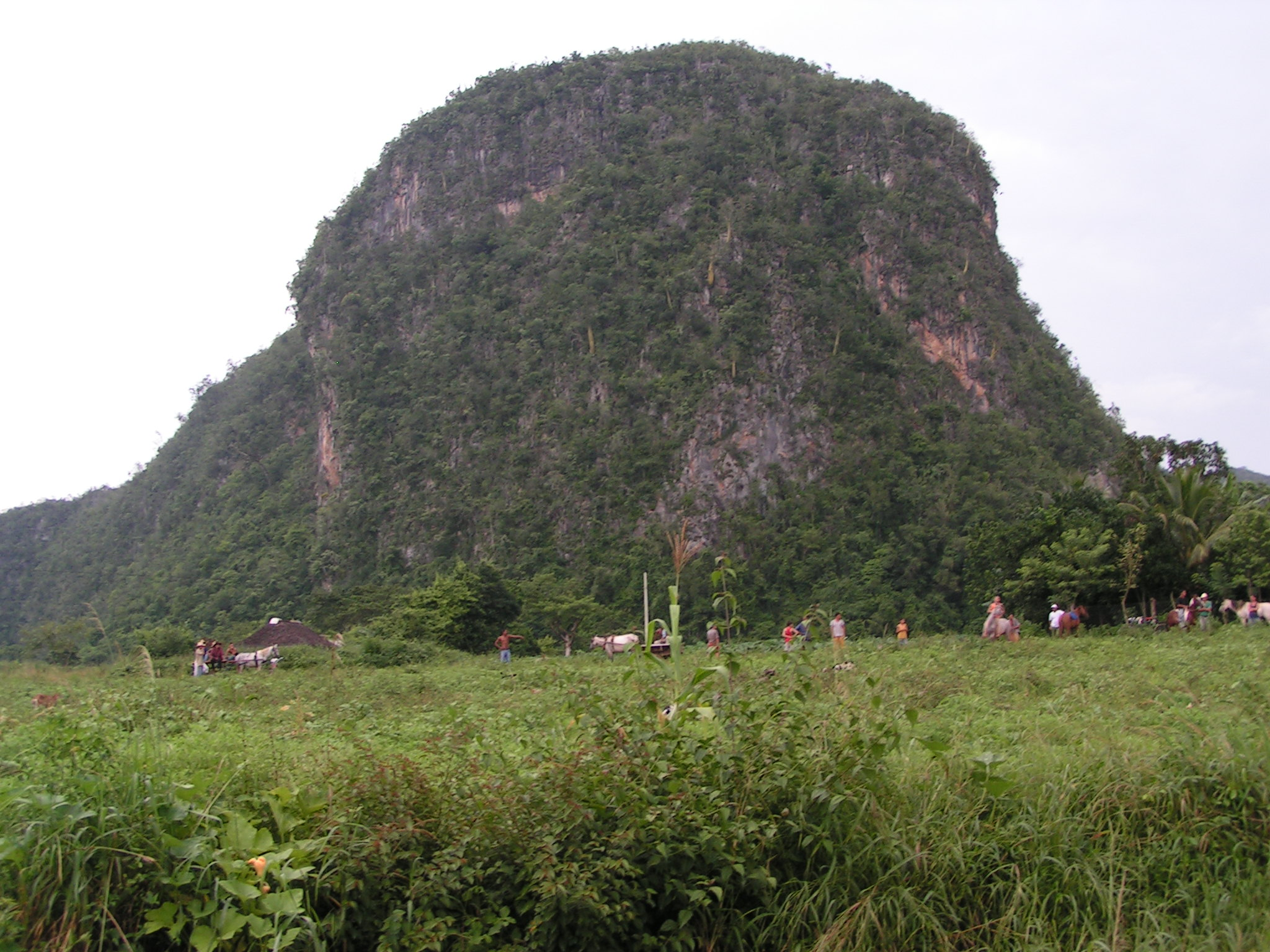
Mogote : flancs abrupts et sommet en forme de dôme. Vallée de Viñales, Cuba.

Les mogotes sont des collines calcaires isolées ou en barres dominant dans des vallées ou des plaines, rencontrées dans les Caraïbes, en particulier à Cuba et dans le nord de Porto Rico, se trouvant généralement non loin du rivage.

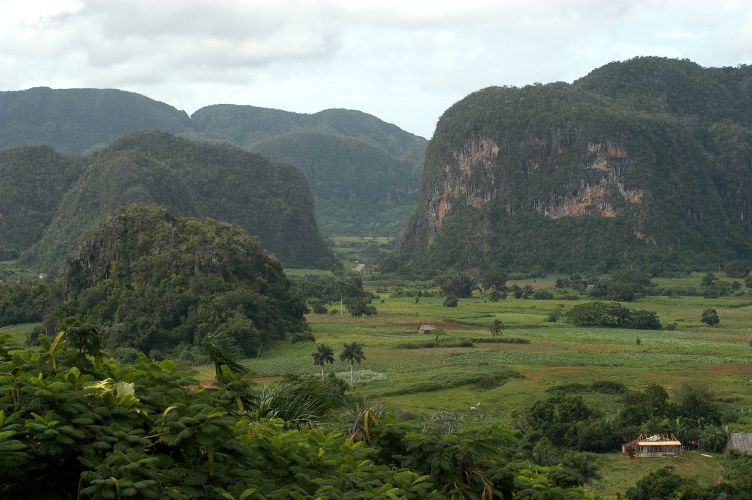
Vallée de Viñales, Cuba

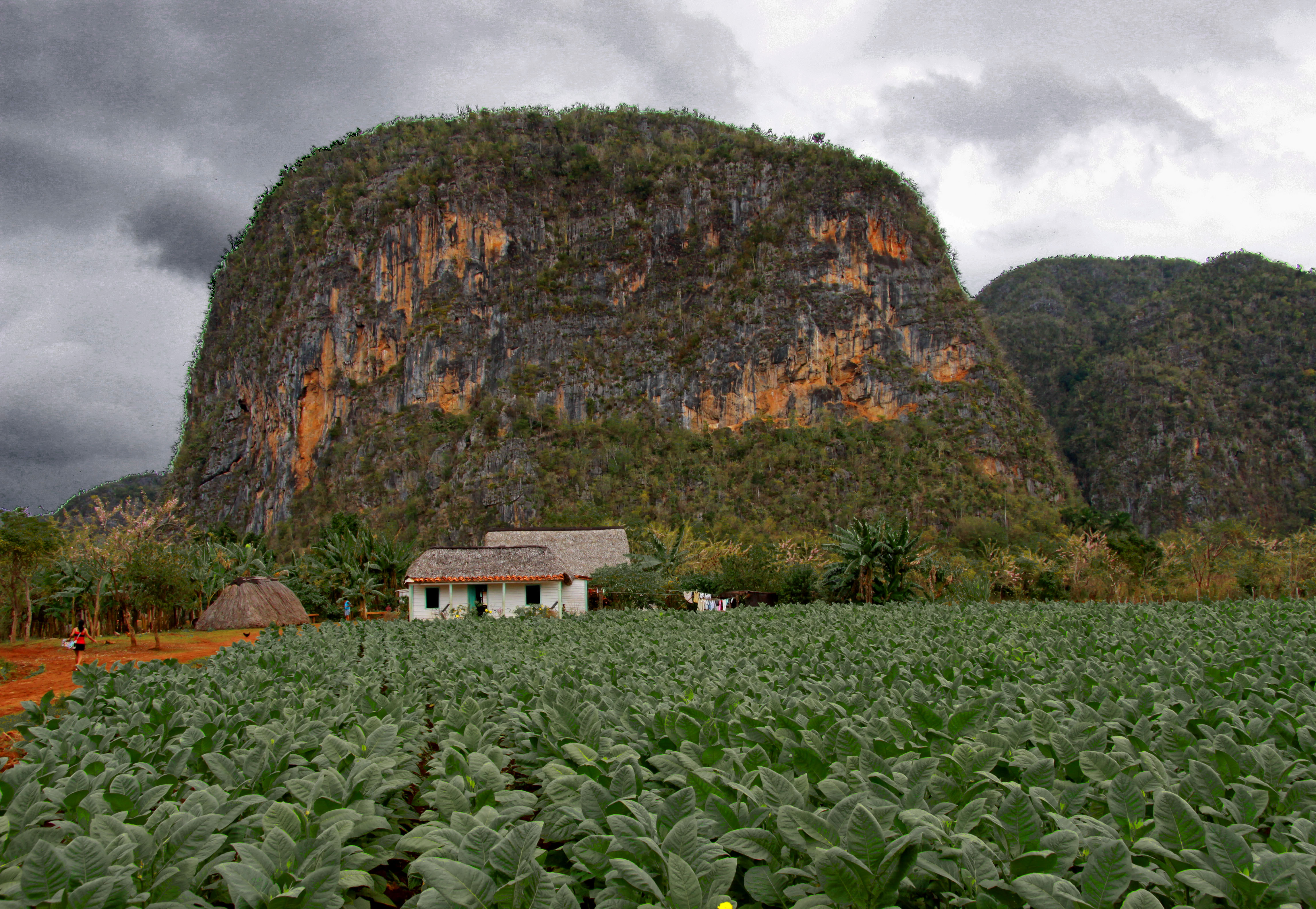
Vallée de Viñales, Cuba

## Présentation
Ces structures géomorphologiques sont une facette de la topographie karstique tropicale. Ce sont des collines ou buttes de karst résiduel situées au milieu de dolines à profil concave et régulier.
Elles émergent généralement d'un terrain plat (vallée ou plaine), qui sont souvent des poljés d'érosion karstique formés au contact entre des roches carbonatées et des dépôts terrigènes non solubles. Ces plaines de corrosion karstique, parcourues par des rivières, sont appelées en allemand « Karstrandebene » ou « plaines bordières du karst ». Leur différence avec les poljés des pays tempérés est l'intensité notablement plus importante de leurs processus de corrosion et d'érosion.

## Formation
Ce paysage se forme sous deux conditions conjointes : une température moyenne supérieure à 17° / 18° C, et des précipitations annuelles supérieures à 1 000 mm, qui engendrent à la fois des ruissellements brutaux et des eaux d'infiltration ; à quoi s'ajoute l'action de la biosphère (sols + végétation), qui accroît la dissolution avec des apports en CO2 et en acides organiques. La roche superficielle subit alors une dissolution intense qui exploite toutes les lignes de faiblesse de la roche. Lorsque ces dolines se forment au croisement de deux fractures (en), leur contour prend une forme en étoile ; elles sont appelées « cockpits », et plusieurs dolines de ce type délimitent alors une butte résiduelle circulaire. Lorsque ces collines sont associées à de multiples dépressions, on peut obtenir un « karst polygonal » de type hydrologique.
Géologiquement, ce sont des « montagnes sans racines » parce que leur masse calcaire recouvre un type de roche avec lequel ils ne partagent pas d'affinité. Ainsi à Cuba les mogotes de la province de Pinar del Rio se trouvent sur les calcaires du Jurassique supérieur des formations d'Artemisa, de Viñales et de Jagua ; dans les provinces de La Havane et de Matanzas, ils sont principalement sur les calcaires du Miocène des formations de Güines et de Jaruco ; et dans la province d'Oriente (en), ils sont sur les calcaires de la formation de Güines du Miocène et de la formation de Guaso de l'Éocène.
La nature de la roche semble ne pas avoir autant d'influence que les facteurs cité ci-dessus, car on trouve ce paysage avec des calcaires de pureté et de faciès variés, de tectonique et d'âge différents. Ce type de paysage tropical se retrouve aussi bien en Asie qu'en Amérique ou Afrique tropicales.

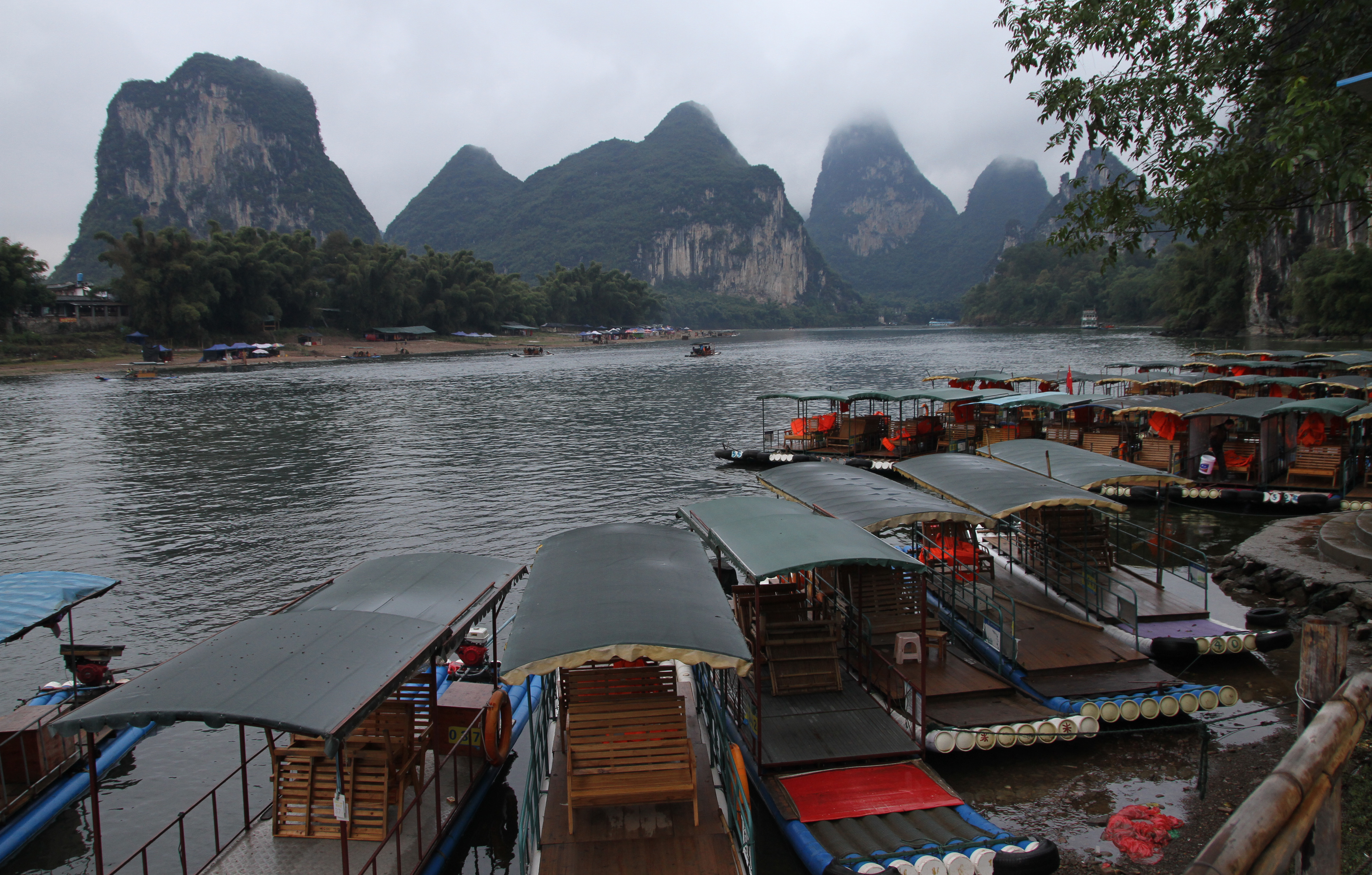
Comté de Yangshuo, au nord-est du Guangxi, Chine

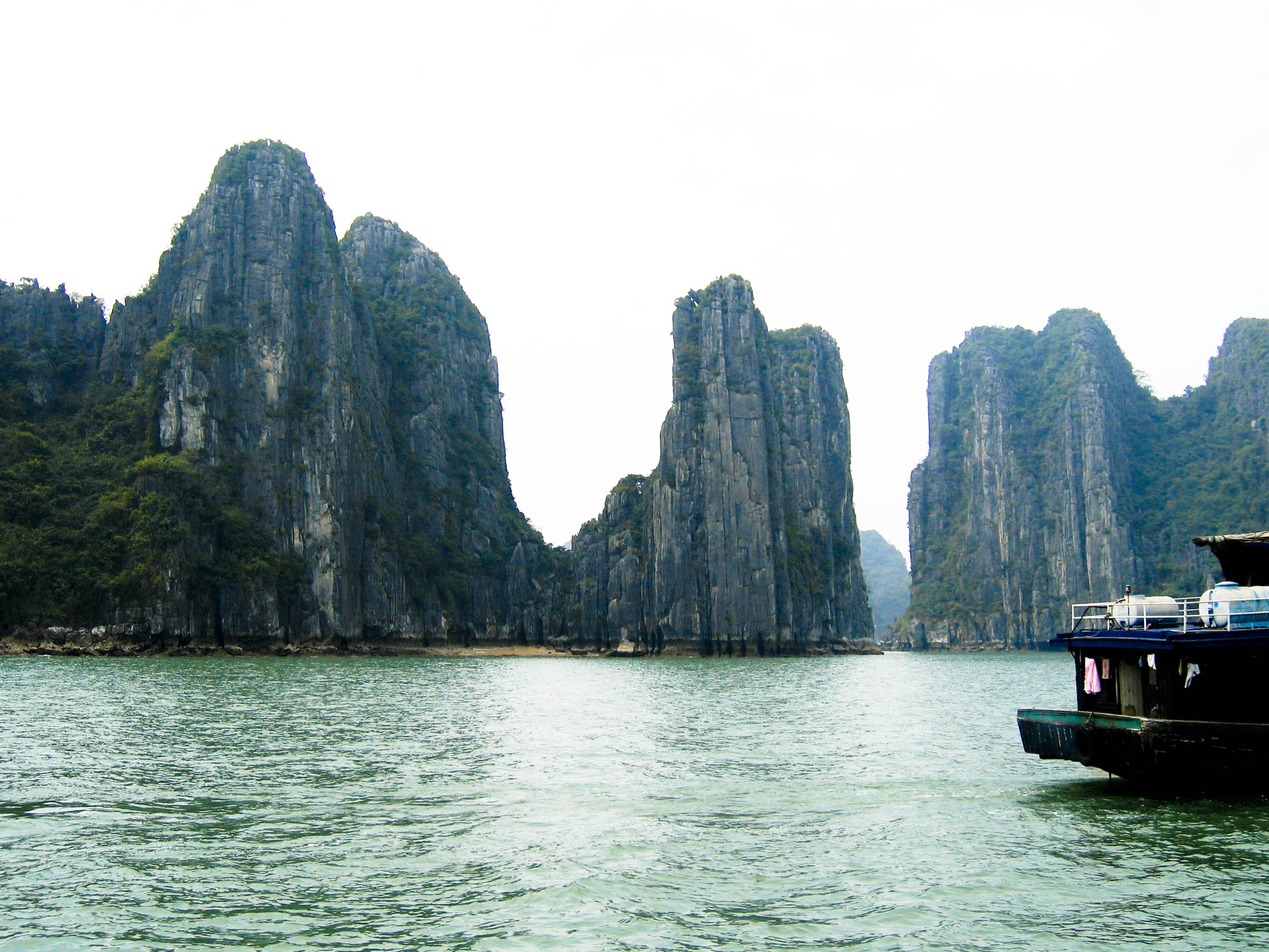
Baie d'Along, Vietnam

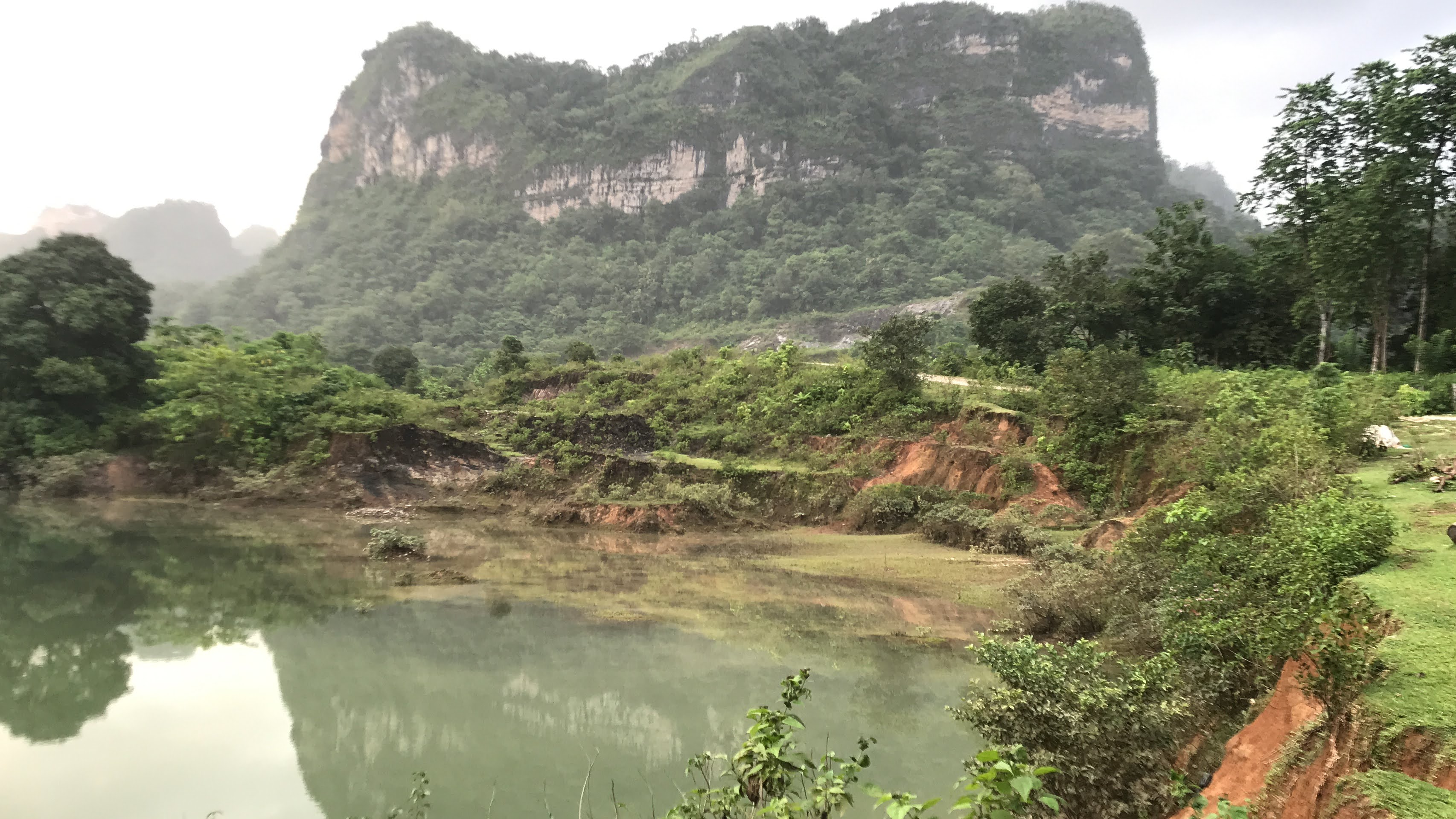
Géoparc de Maros-Pangkep, Rammang-Rammang, Indonésie.

## Les différents types

### «Kegelkarst» ou karst à cônes
Un paysage essentiellement marqué par des buttes résiduelles est appelé « Kegelkarst » ou « karst à cônes » (« fengcong » en chinois).
On en trouve des exemples à Java, avec les Gunung Sewu (littéralement « 1 000 sommets », géoparc de Gunung Sewu depuis 2015) qui ont une densité de 30 cônes/km2.

### «Turmkarst» ou karst à tours
Le « Turmkarst » ou « karst à tours » (« fenglin » en chinois) est une forme exagérée du Kegelkarst. Ce sont des collines résiduelles isolées par des dépressions ou des vallées et qui sont beaucoup plus hautes que larges : leur hauteur peut être 5 fois plus grande que leur largeur. Les environs de Guilin (région de Guangxi) en Chine en a les exemples les plus notables : la hauteur de la plupart des cônes y est comprise entre 30 et 300 m mais certains dépassent les 500 m.
On en trouve aussi de très beaux au Vietnam dans la baie d'Along, où ils constituent un véritable « archipelkarst » dû à la transgression holocène.

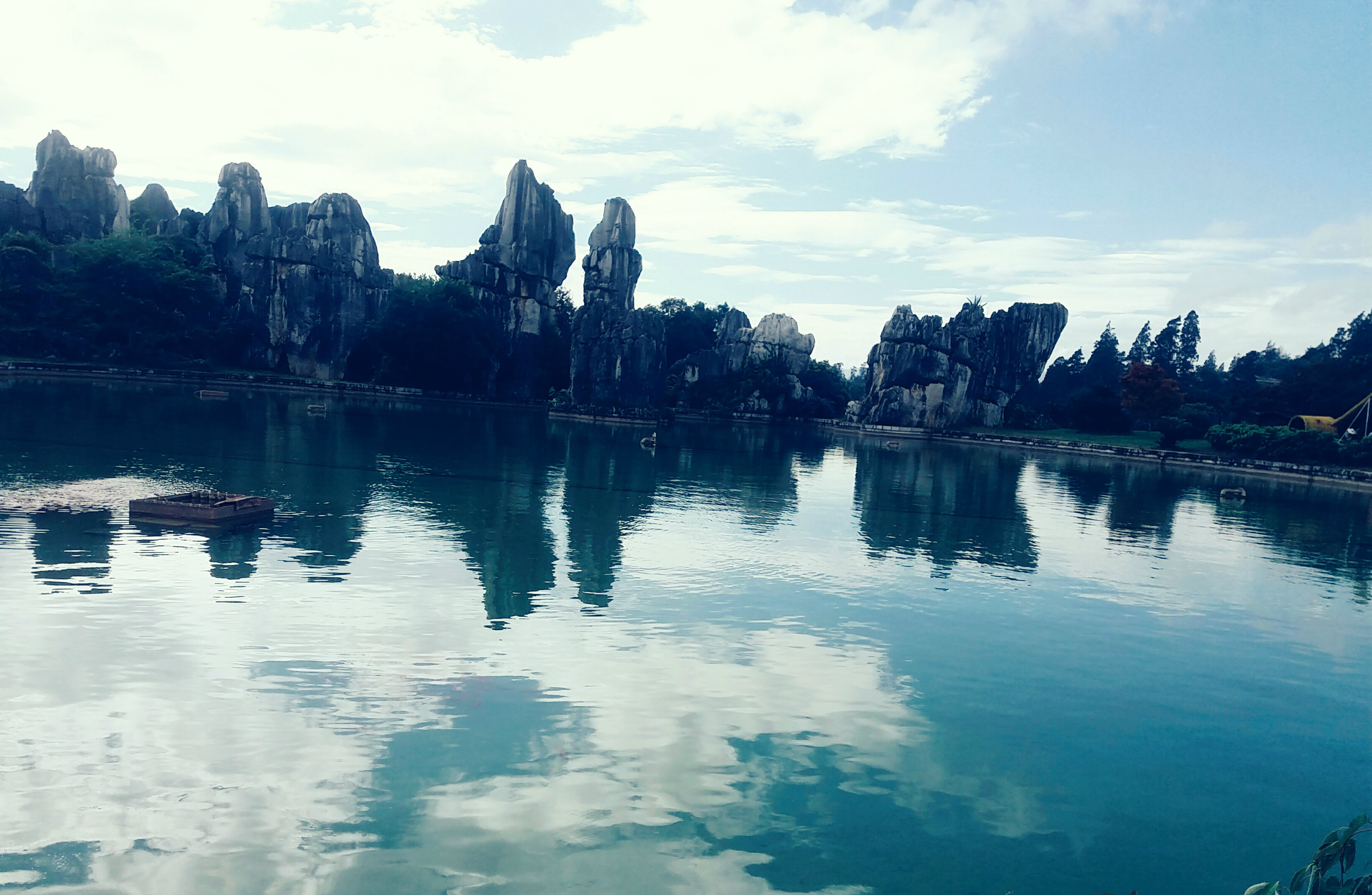
Guilin (région de Guangxi), Chine
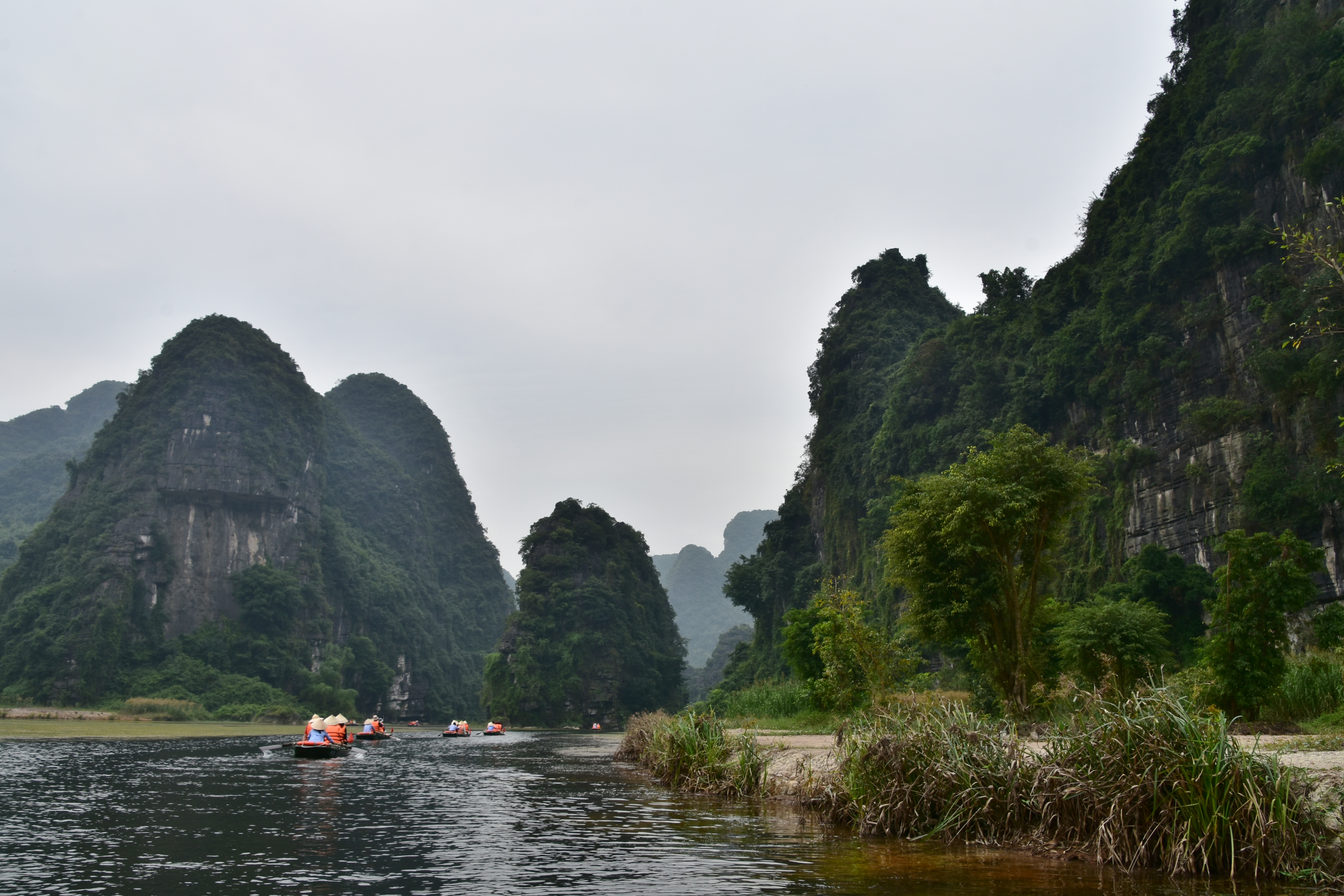
Trang An, Vietnam
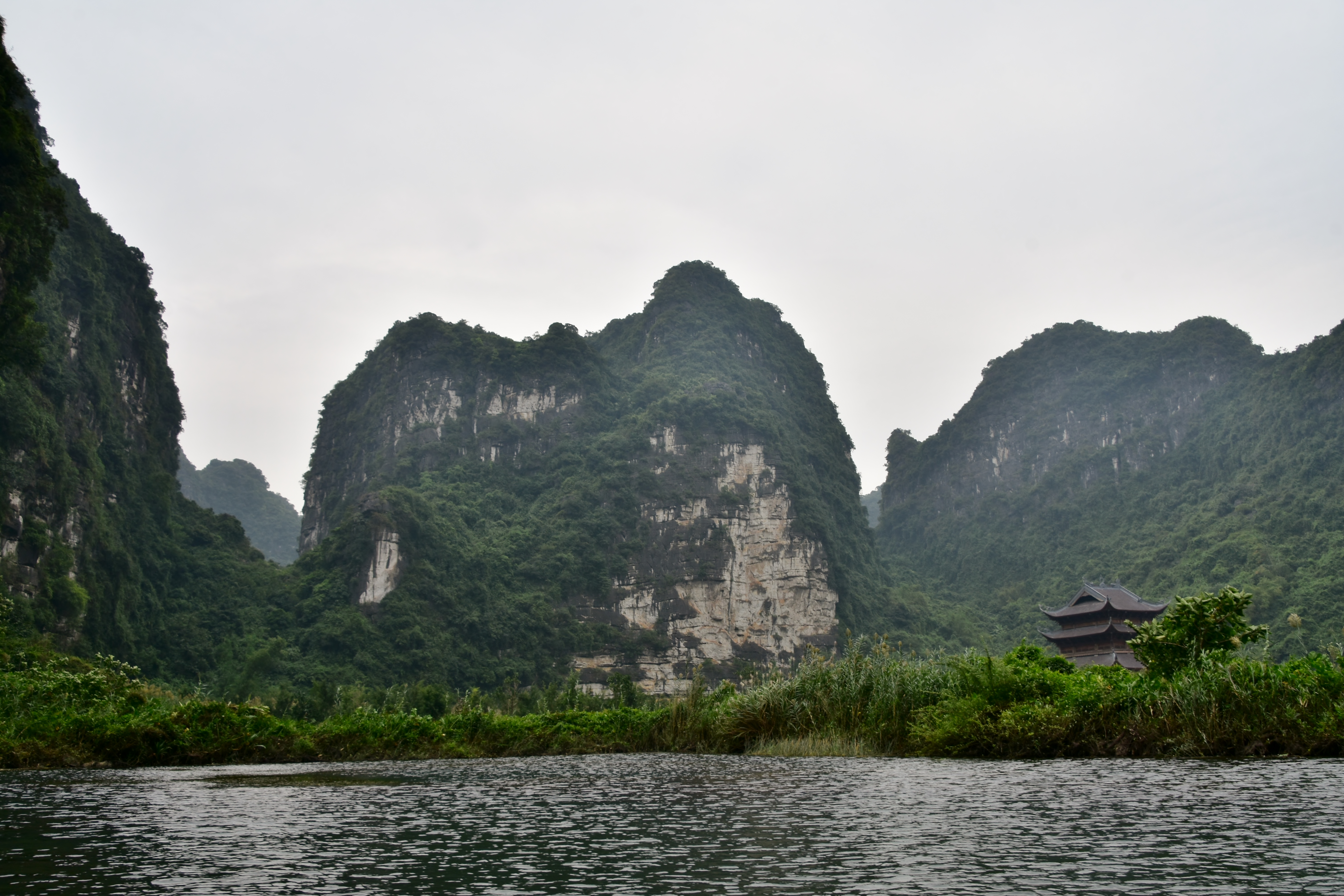
Trang An, Vietnam
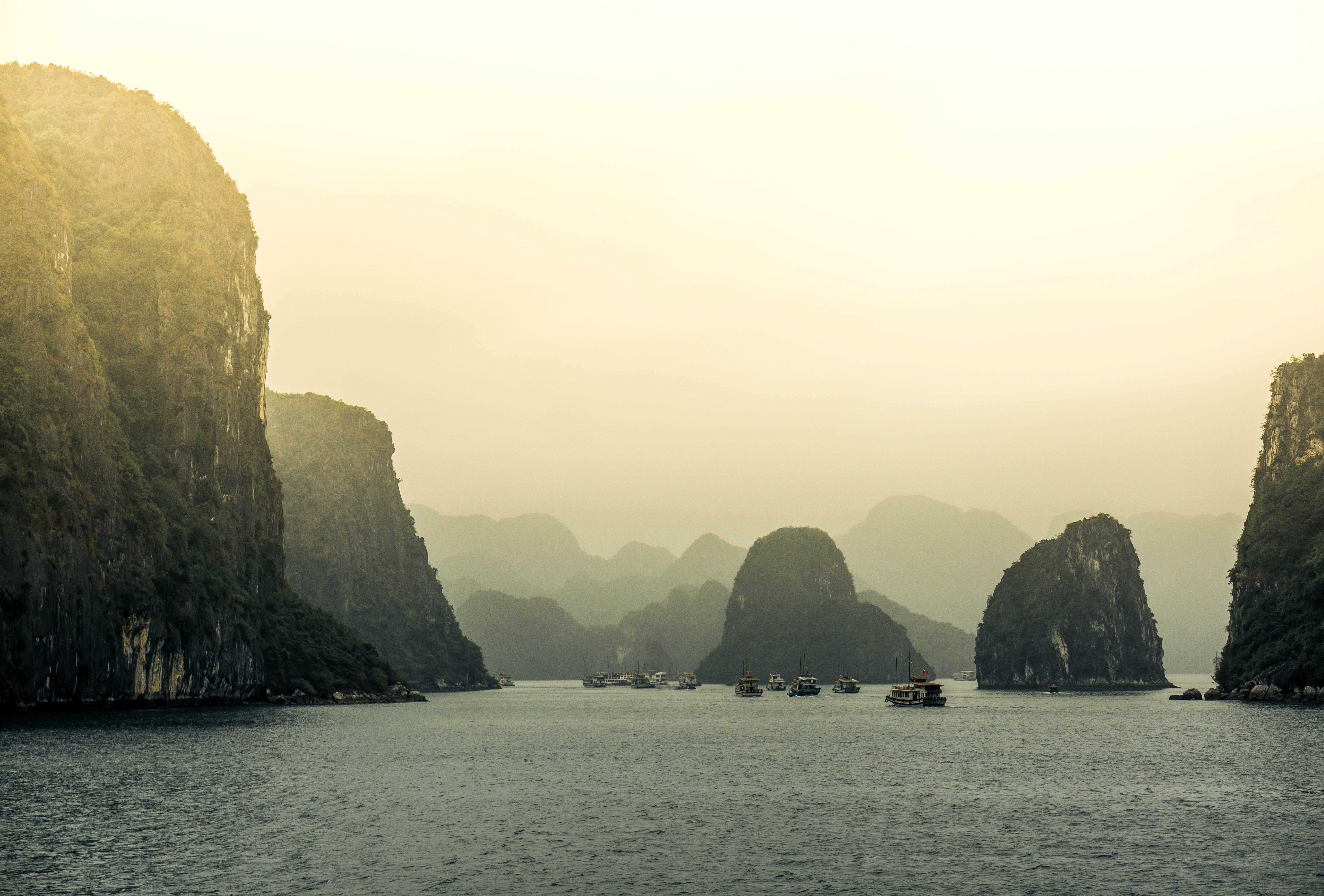
Baie d'Along, Vietnam
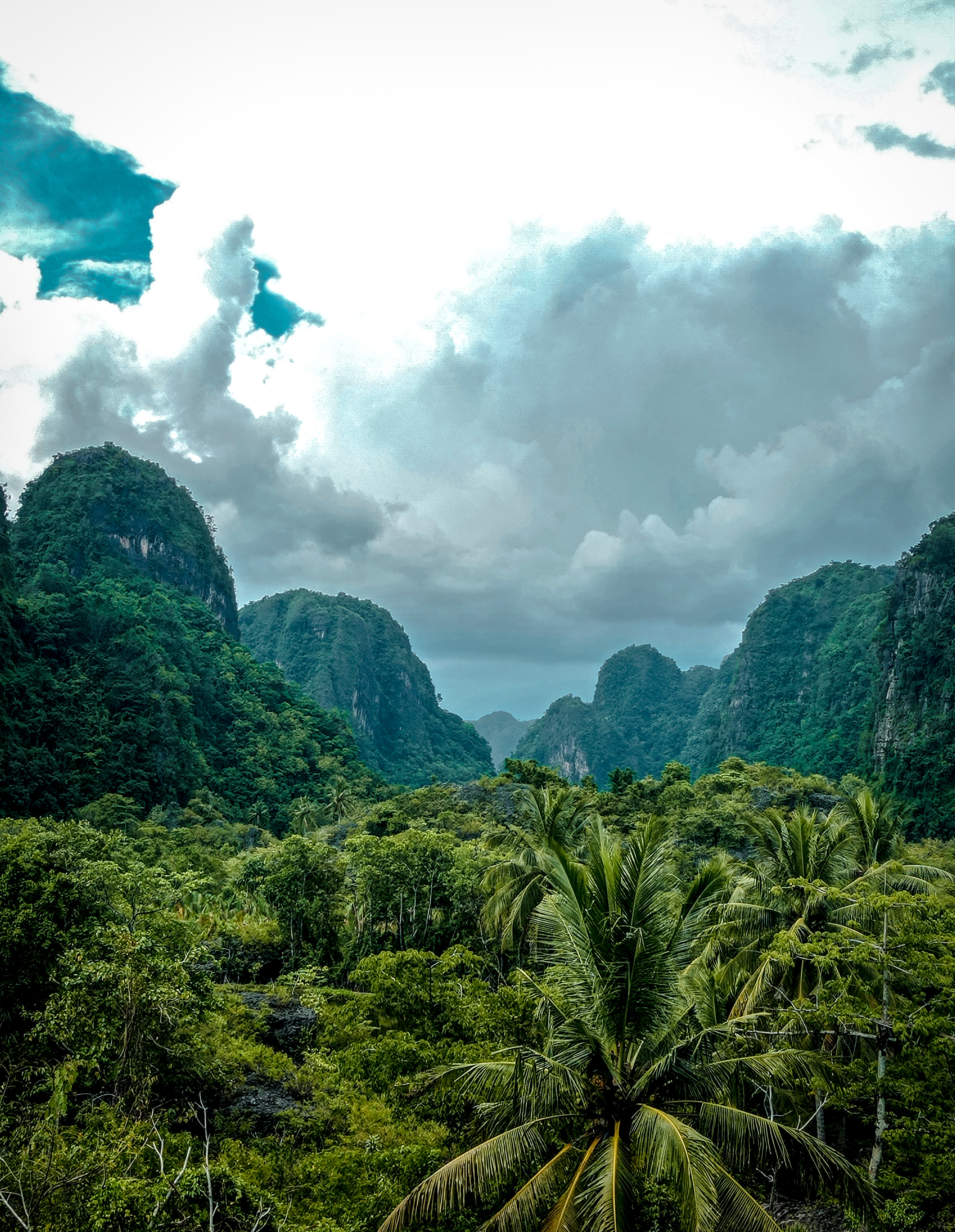
Géoparc de Maros-Pangkep (id), Rammang-Rammang, Indonésie.

### Mogotes

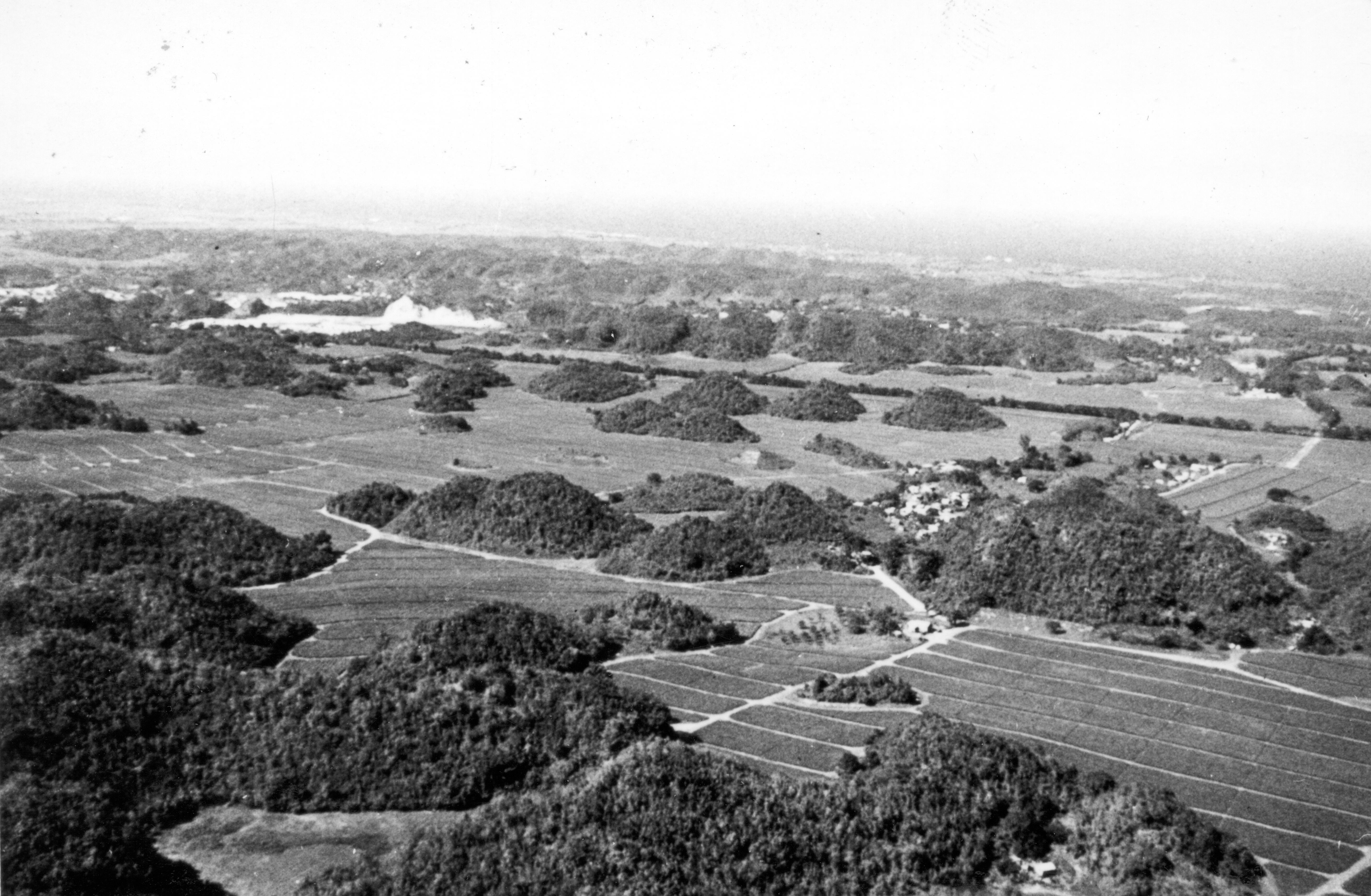
Mogotes à Puerto Rico

Le « karst à mogotes » ou « en coupoles » (en allemand « Kuppenkarst » ; Salomon les appelle aussi « tourelles ») est une variante du Kegelkarst : les collines sont plus irrégulières, souvent dissymétriques et de plus petite taille,. L'exemple le plus typique est dans la partie ouest de Cuba avec la ceinture de mogotes de la vallée de Viñales (province de Pinar del Río), dont certains s'élèvent jusqu'à 200 m au-dessus du sol environnant. Toujours à Cuba, les mogotes de Jumagua (en) (municipalité Sagua la Grande, province de Villa Clara) font partie d'une réserve écologique nationale (réserva ecológica nacional los mogotes of Jumagua) depuis 1984 ; nettement moins nombreux qu'à Viñales avec seulement huit mogotes, ils sont cependant associés à un écosystème qui leur est propre ; leur faune est remarquable et leur flore inclut entre autres éléments notables le petit palmier de Juamagua ou Yuraguancillo (Hemithrinax ekmaniana), exclusivement endémique de ce lieu et en danger critique d'extinction (moins de 100 individus). 

On les trouve aussi à Puerto Rico, où ils font généralement moins de 25 m de hauteur pour des diamètres de 10 à 200 m (photo ci-contre) ; et dans la péninsule du Yucatán au Mexique (où ils ne dépassent pas quelques dizaines de mètres de hauteur et se trouvent au milieu de grands poljés).
L'étude géologique de ces roches à Viñales date de la fin du XIXe siècle, avec la découverte de fossiles d'invertébrés marins du Jurassique par Manuel Fernández de Castro y Suero (es) sur les pentes du mogote Abra de Ancón, à environ 10 km au nord de Pinar del Río. Peu après, Carlos de la Torre y Huerta (en) trouve lui aussi d'autres fossiles.

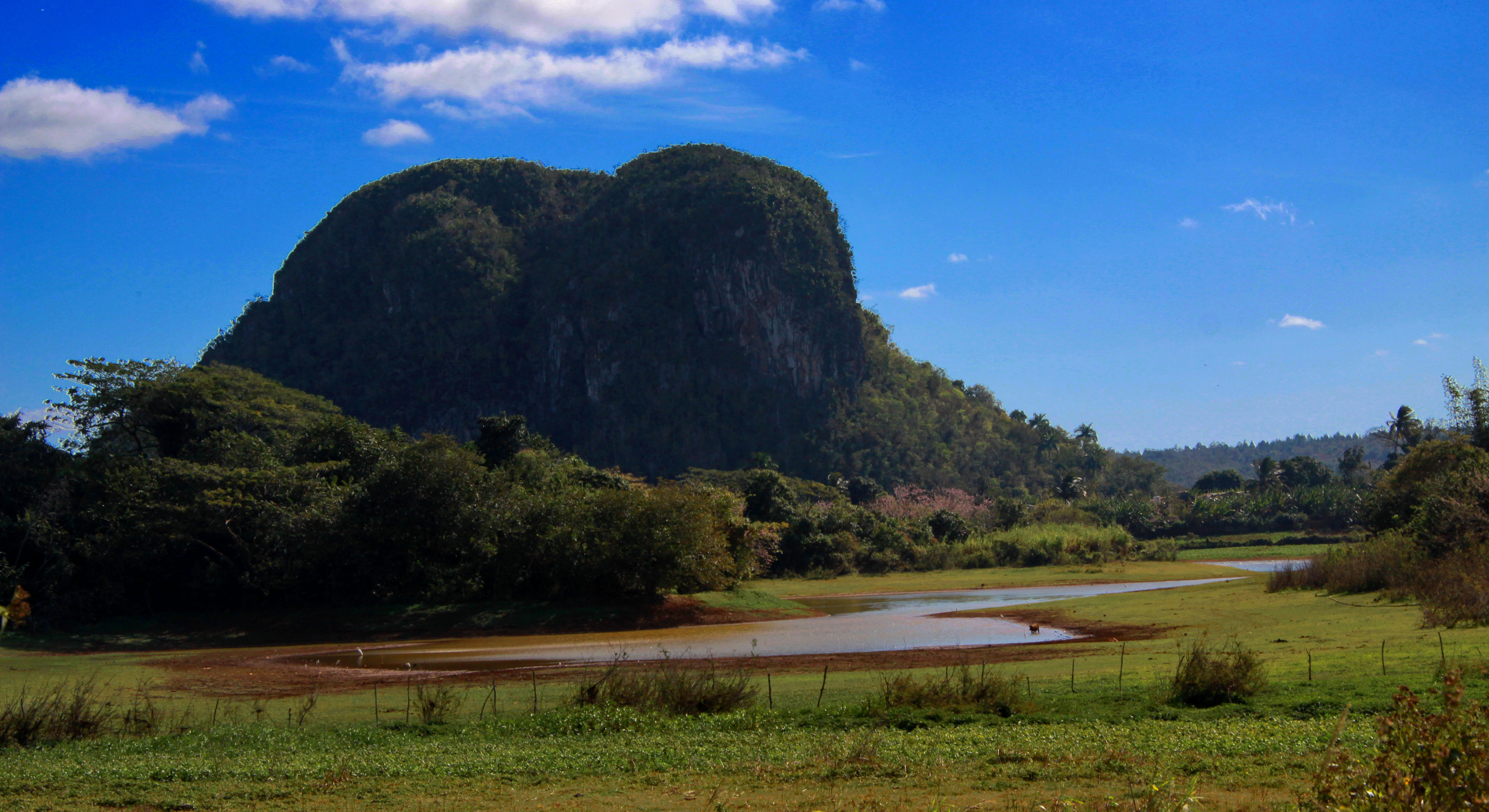
Viñales

Vallée de Viñales, province de Pinar del Río, Cuba
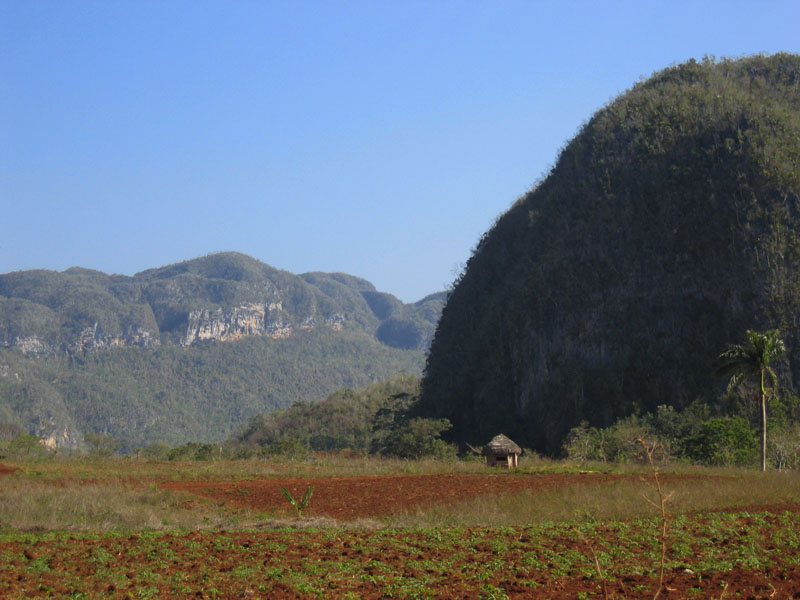
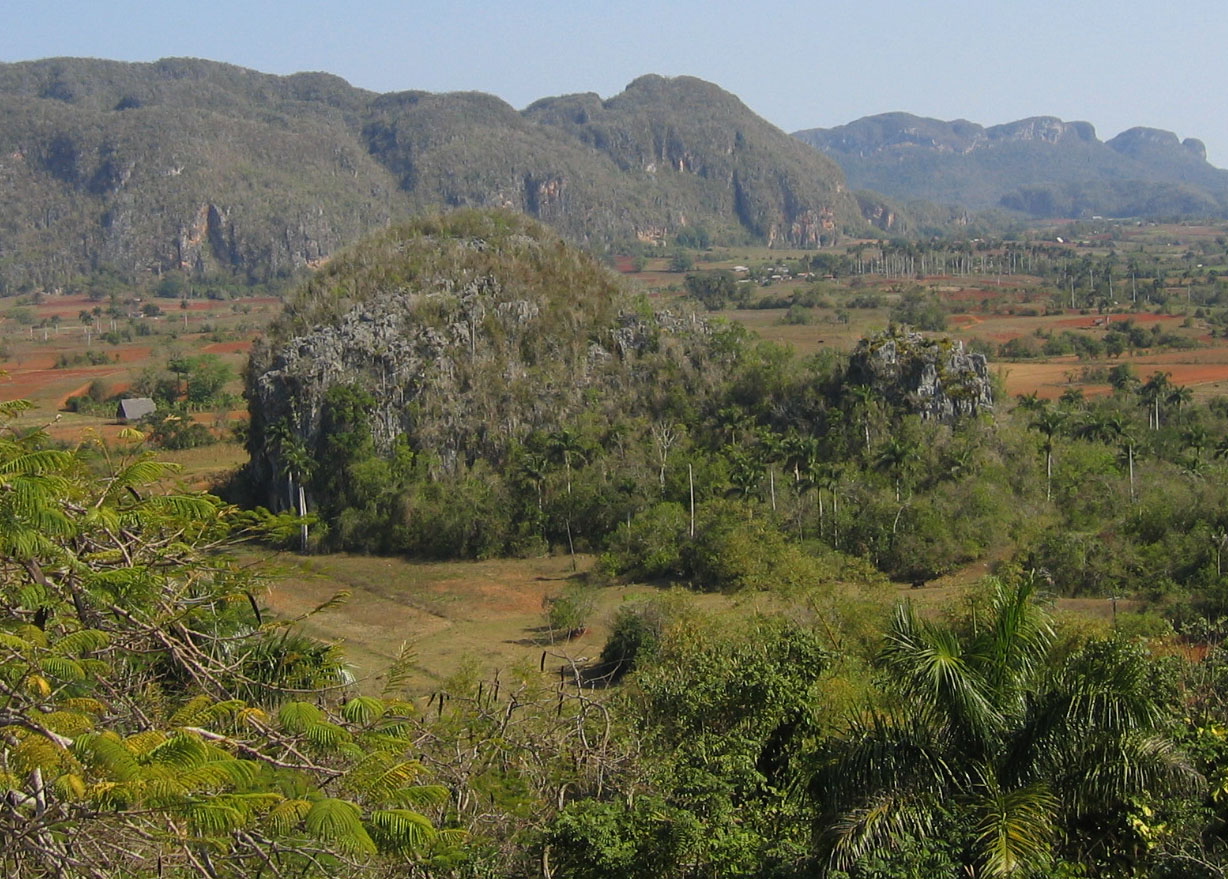
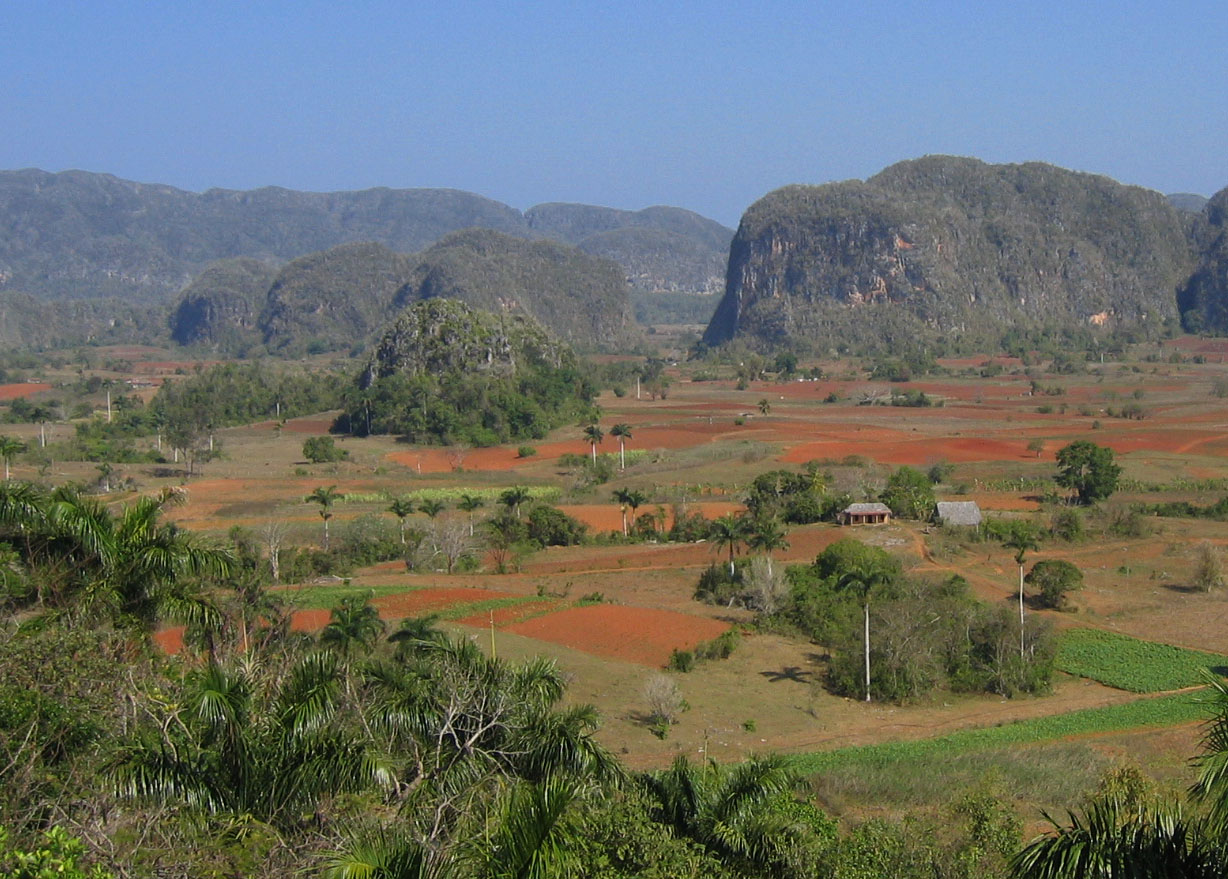
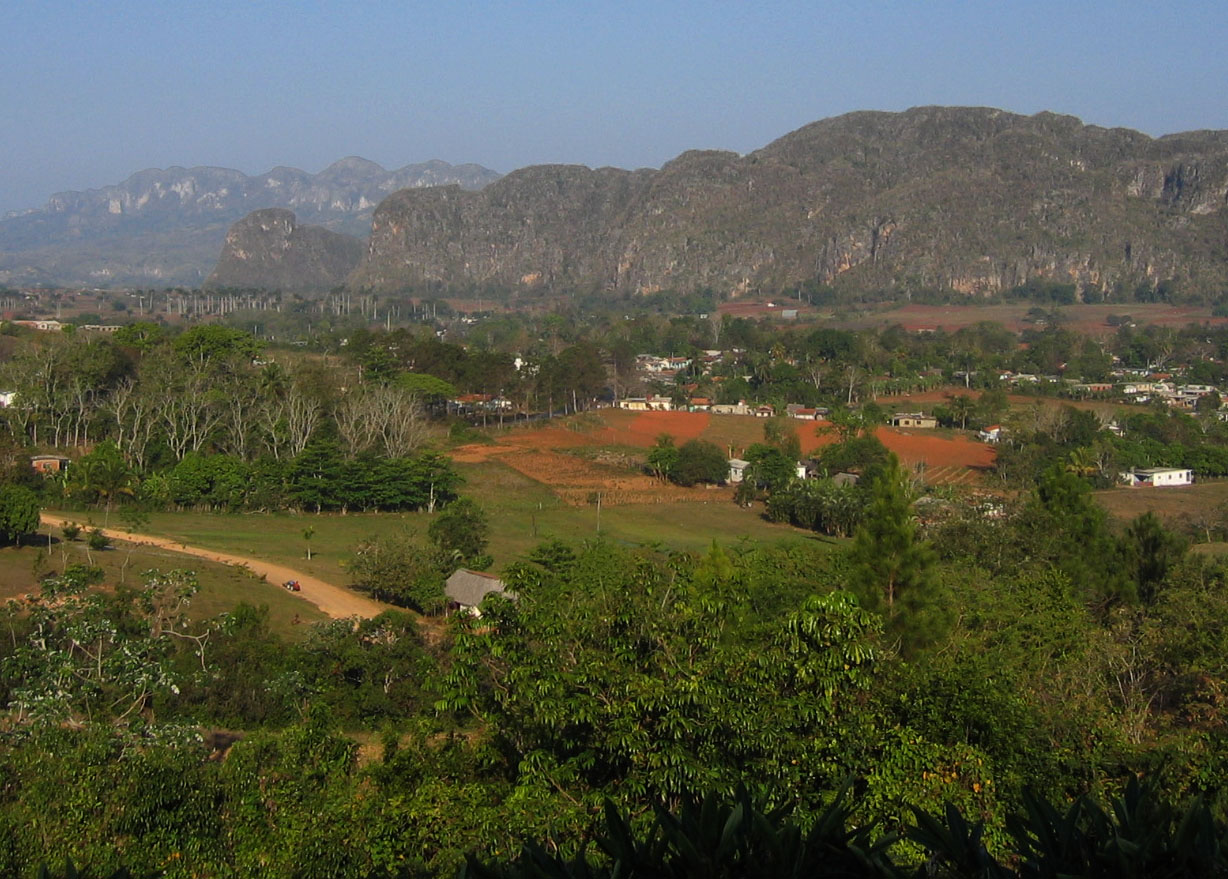

## Caractéristiques

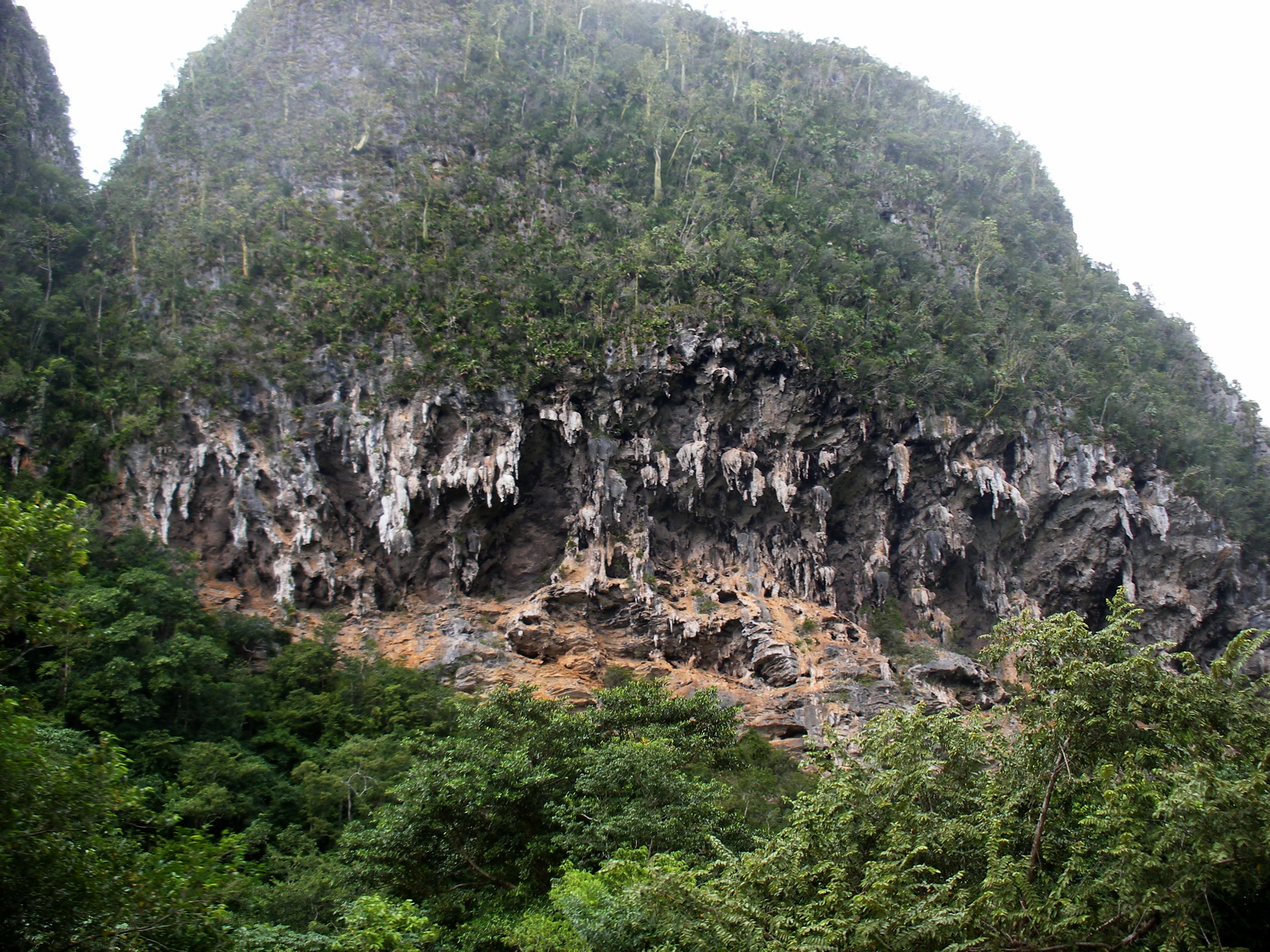
Palenque de los Cimarrones, Viñales, Cuba

### Encoche basale
La base des mogotes est souvent entaillée sur son pourtour par une dépression, aussi appelée encoche basale (le « Füsshöhlen » de Lehmann, le « balcony » de Glazek 1968, le « cueva al pie » cubain). Ces entailles basales ont très tôt été attribuées à l'intense corrosion (Lehmann (1953) parle de « Lösungsunterschneidung ») qui opère au niveau des planchers alluviaux. À Sarawak ces encoches peuvent avoir jusqu'à 6 m de hauteur et des surplombs de 20 m. On retrouve fréquemment ces entailles de la base à Viñales, témoin le Palenque de los Cimarrones (photo ci-contre). 

Ces encoches sont d'excellents indicateurs des variations du niveau marin et peuvent être utilisées pour établir des repères chronologiques et reconstituer l’évolution des paléoenvironnements.

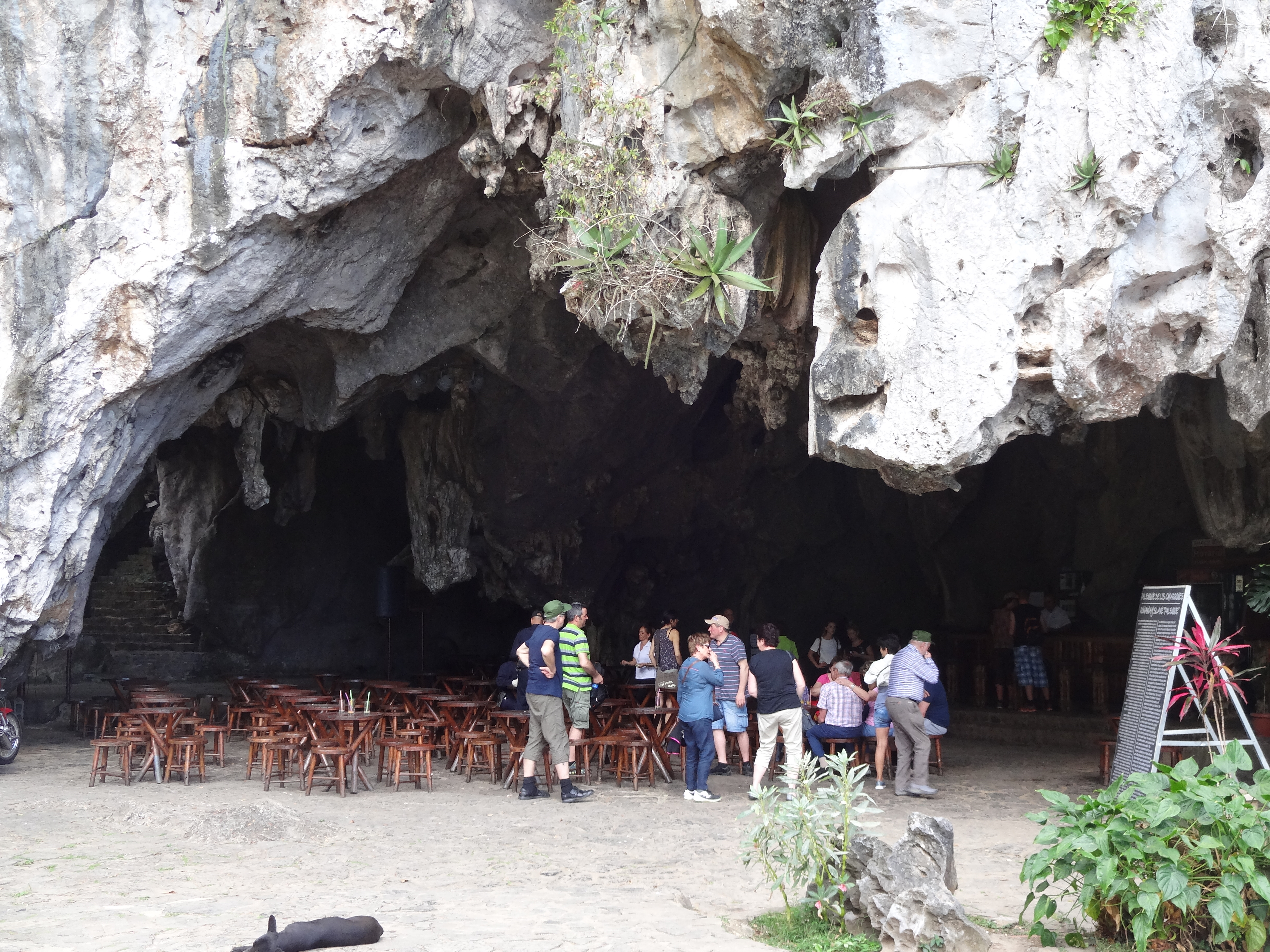
Encoche basale,
cueva de José Miguel, Viñales

### Pendeloques
Les parois extérieures sont parfois ornées de lapiés de voûte ou « pendeloques » (en anglais « « dripstones » ») — à ne pas confondre avec les stalactites — et de voiles calcitiques (en anglais tropical tufa curtains) typiques des cavités tropicales.

Pendeloques (à Viñales)
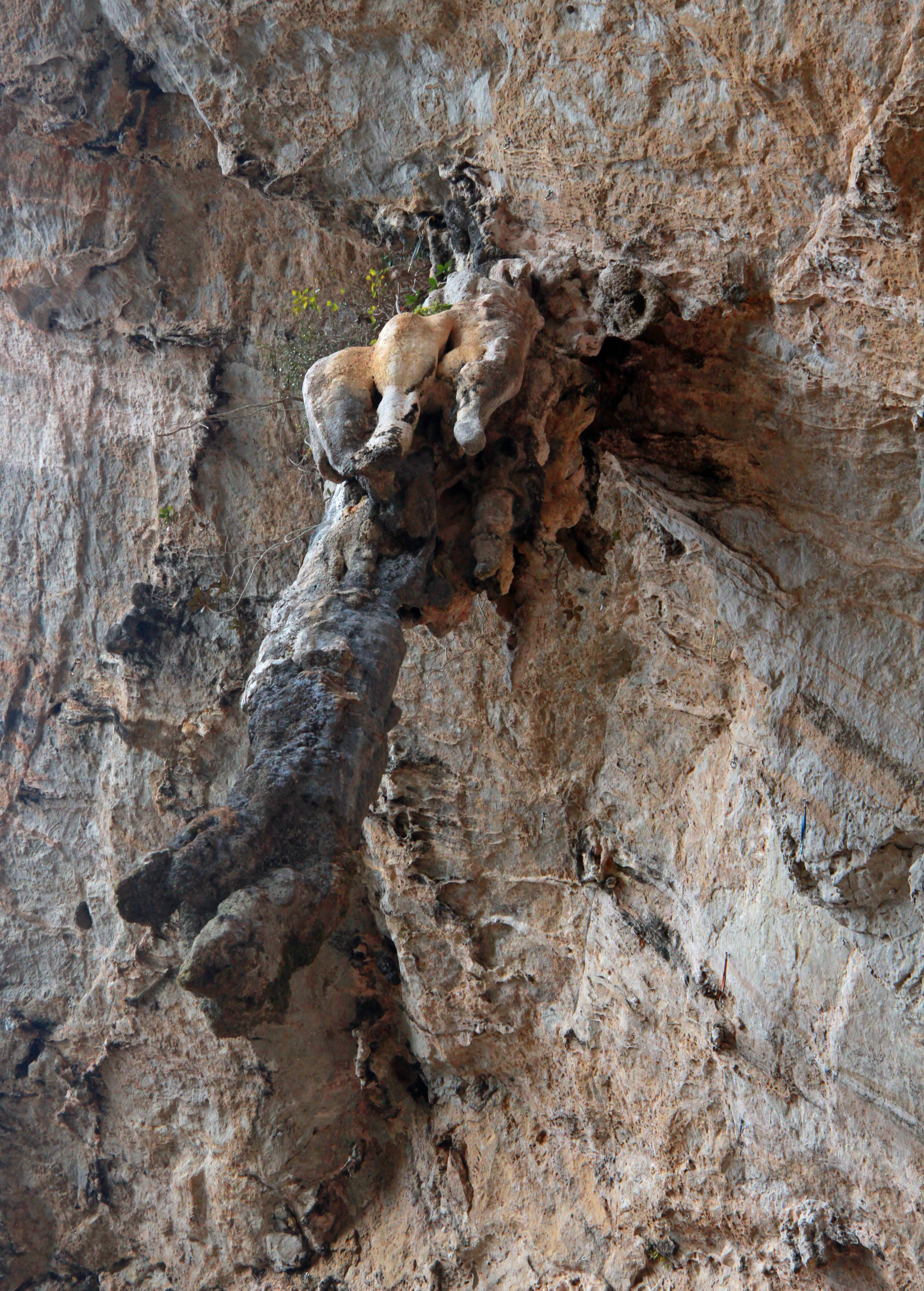
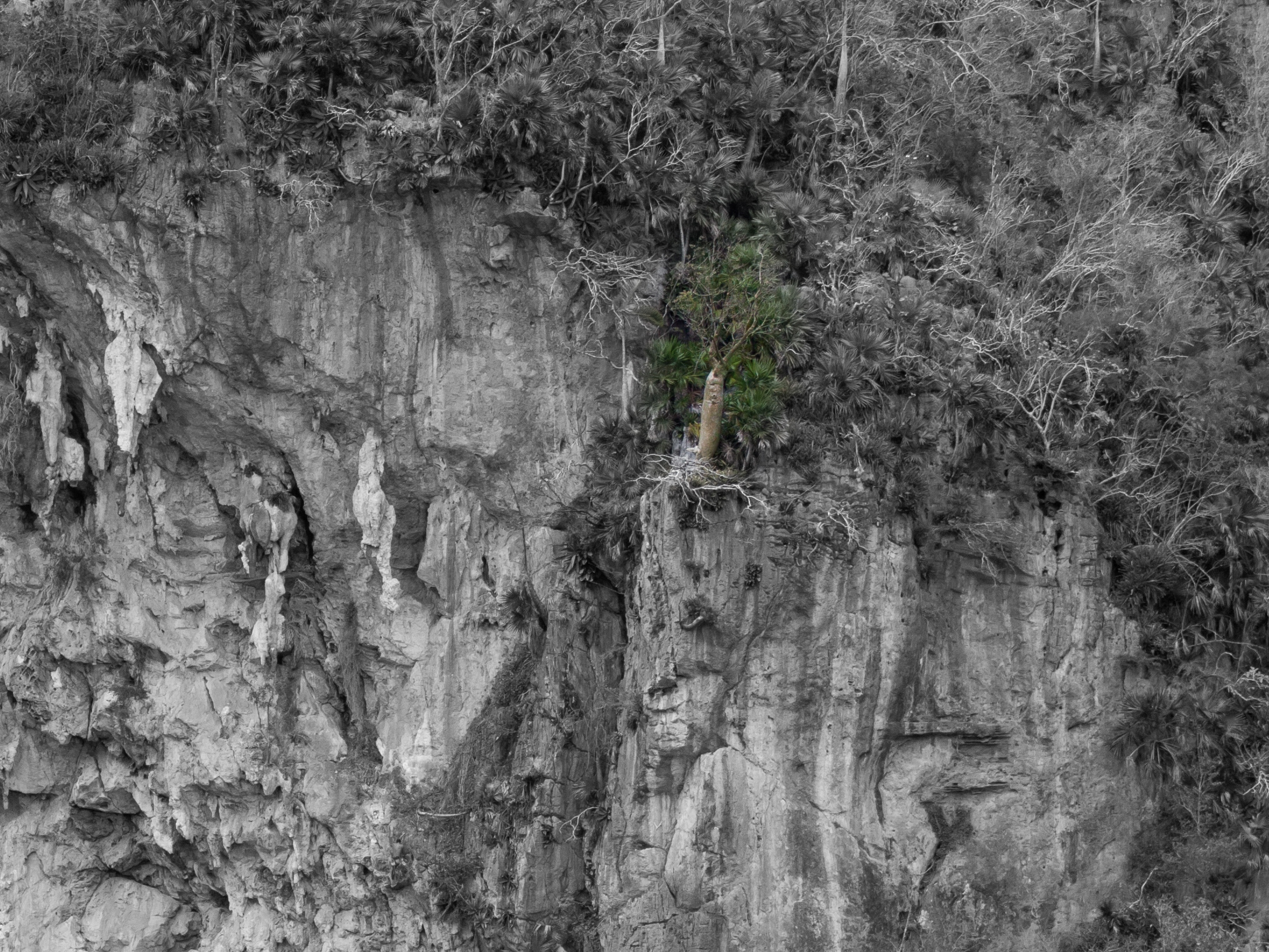
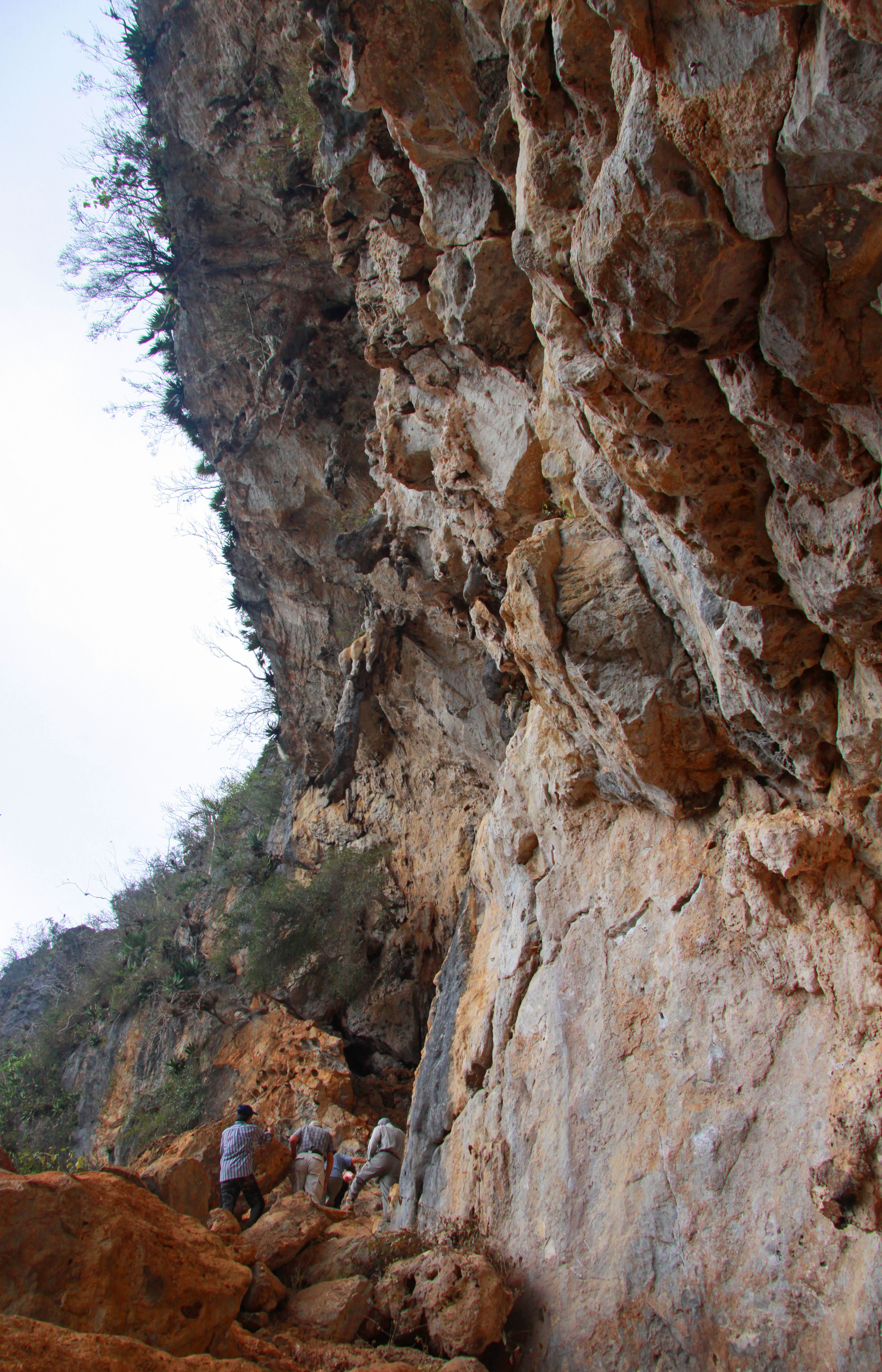

### Case-hardening

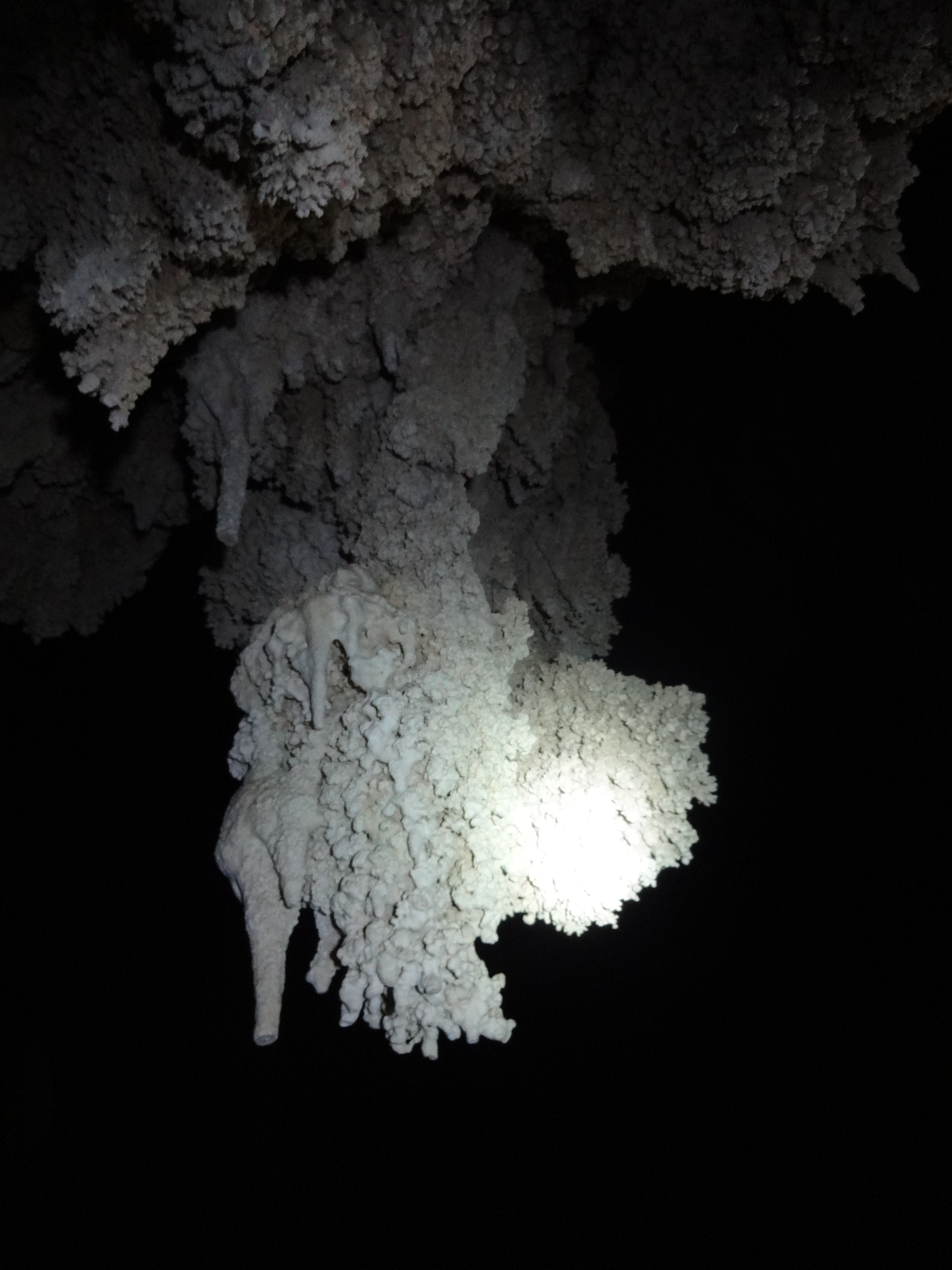
Spéléothème dans les grottes de Santo Tomás

Autre phénomène à mentionner : les « case-hardening », qui sont des encroûtements de surface. Ils sont spécifiquement tropicaux mais se produisent surtout en climat aride et semi-aride. Ils sont dus à l'effet conjoint d'un ruissellement important (trombes d'eau tropicales) et de l'intense évaporation (chaleur) : il se produit alors un dépôt secondaire de carbonate de calcium, souvent dur et stalagmitique, laminé. La carapace se forme par absorption de l'eau de ruissellement, légèrement acidulée, par le calcaire de surface (particulièrement s'il est poreux) ; la chaleur — et donc l'évaporation — qui s'ensuit permet le dépôt du calcaire. Ces croûtes de ruissellement, à disposition plutôt verticale, ne doivent pas être confondues avec les croûtes de type caliche à disposition plutôt horizontale. 

Ce phénomène est souvent cité comme l'une des causes des versants très raides des mogotes.

### Grottes
Les mogotes peuvent être percés par des galeries formant des grottes, vestiges d'activité karstique qui forment parfois de grandes grottes (grottes de Santo Tomás dans l'ouest de Cuba, 44,6 km de longueur sur 7 niveaux superposés dont le plus bas est encore en activité). À environ 4 km au nord de Viñales, la grotte dans le Palenque de los Cimarrones abrite un musée et un restaurant,. Deux kilomètres plus au nord, la Cueva del Indio (es) abrite des peintures rupestres, de beaux spéléothèmes et un lac qui peut être traversé en bateau, alimenté par la rivière San Vicente,.

### Formes associées

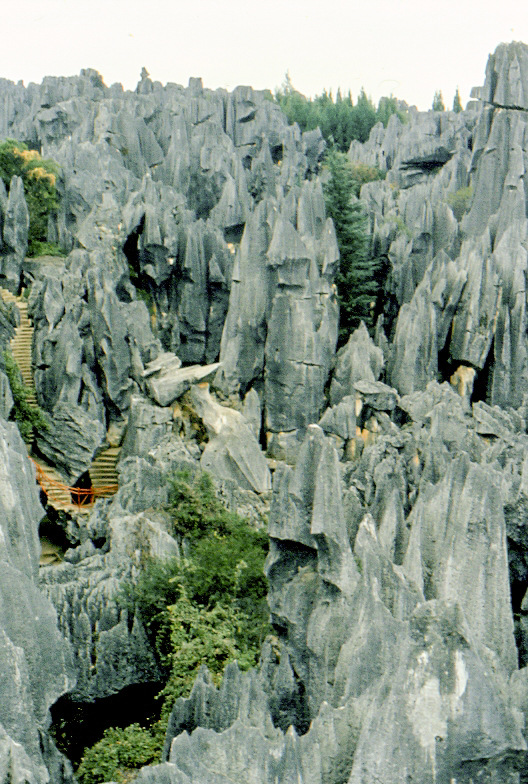
Forêt de pierre du comté de Shilin, province du Yunnan, Chine

À petite échelles, plusieurs modelés peuvent être associés.
Les lapiés se développent d'autant plus que les précipitations sont intenses et leur morphologie est alors plus accusée. On peut voir de superbes paysages de « tsingy » (mot malgache ; en allemand « Spitzkarren », en anglais « pinnacle karst ») à Madagascar (réserve d'Ankarana, réserve de Bemaraha) ; à Bornéo où ils atteignent des tailles exceptionnelles (45 m) au parc national du Gunung Mulu de Sarawak ; en Chine avec les « forêts de pierre » de Shilin (comté de Lunan, province de Yunnan)…

Formes associées
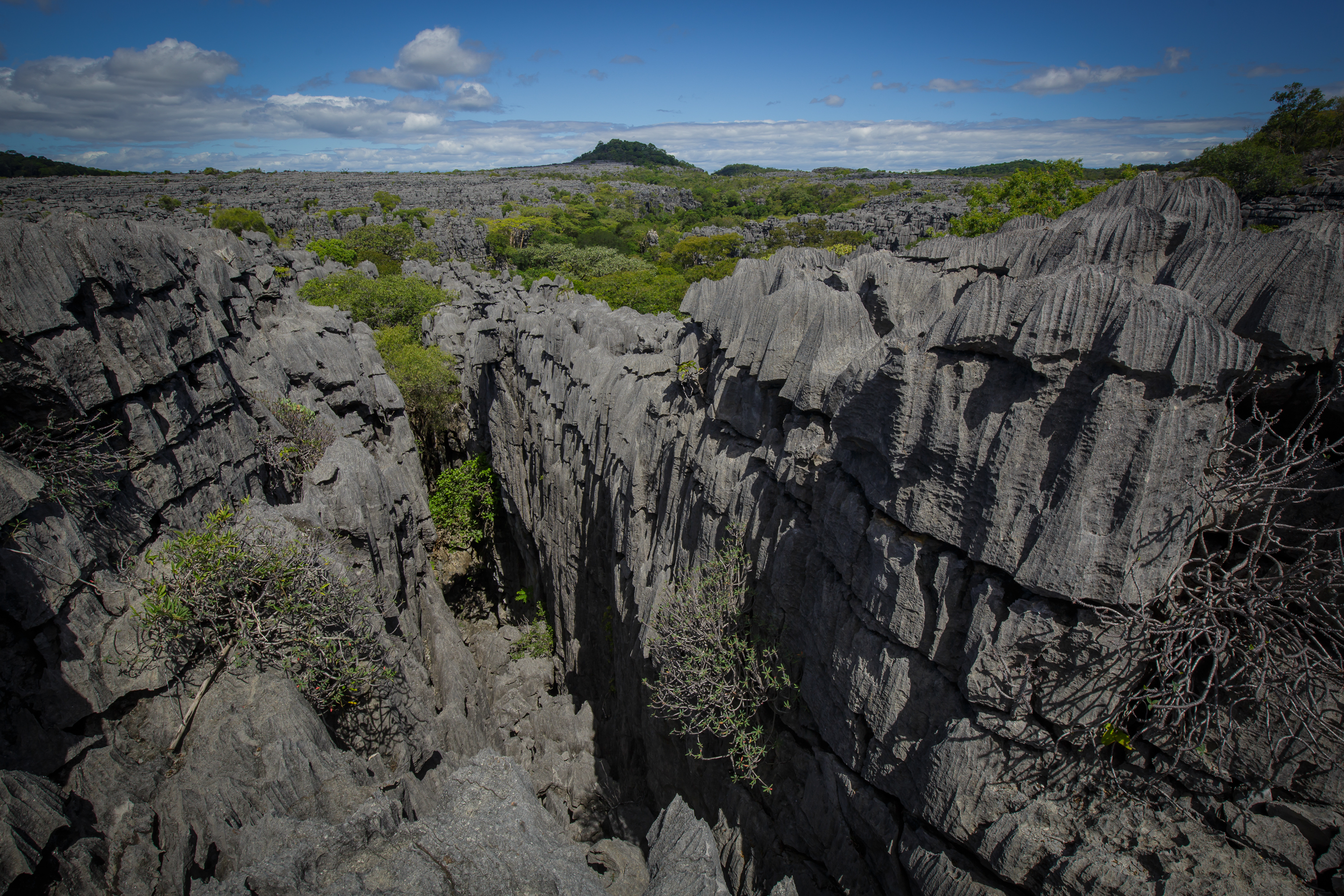
Ankarana, Madagascar
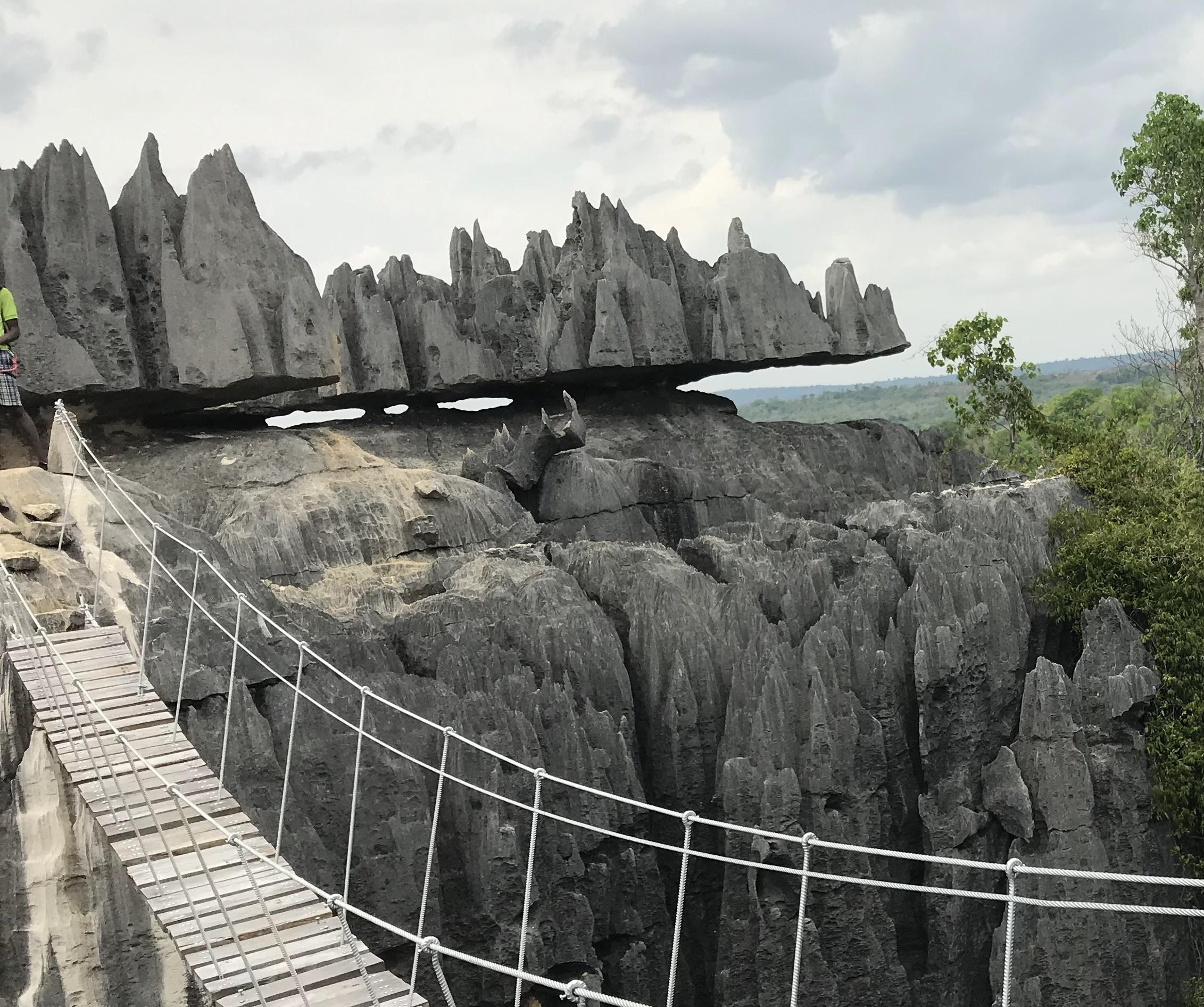
Bemaraha, Madagascar
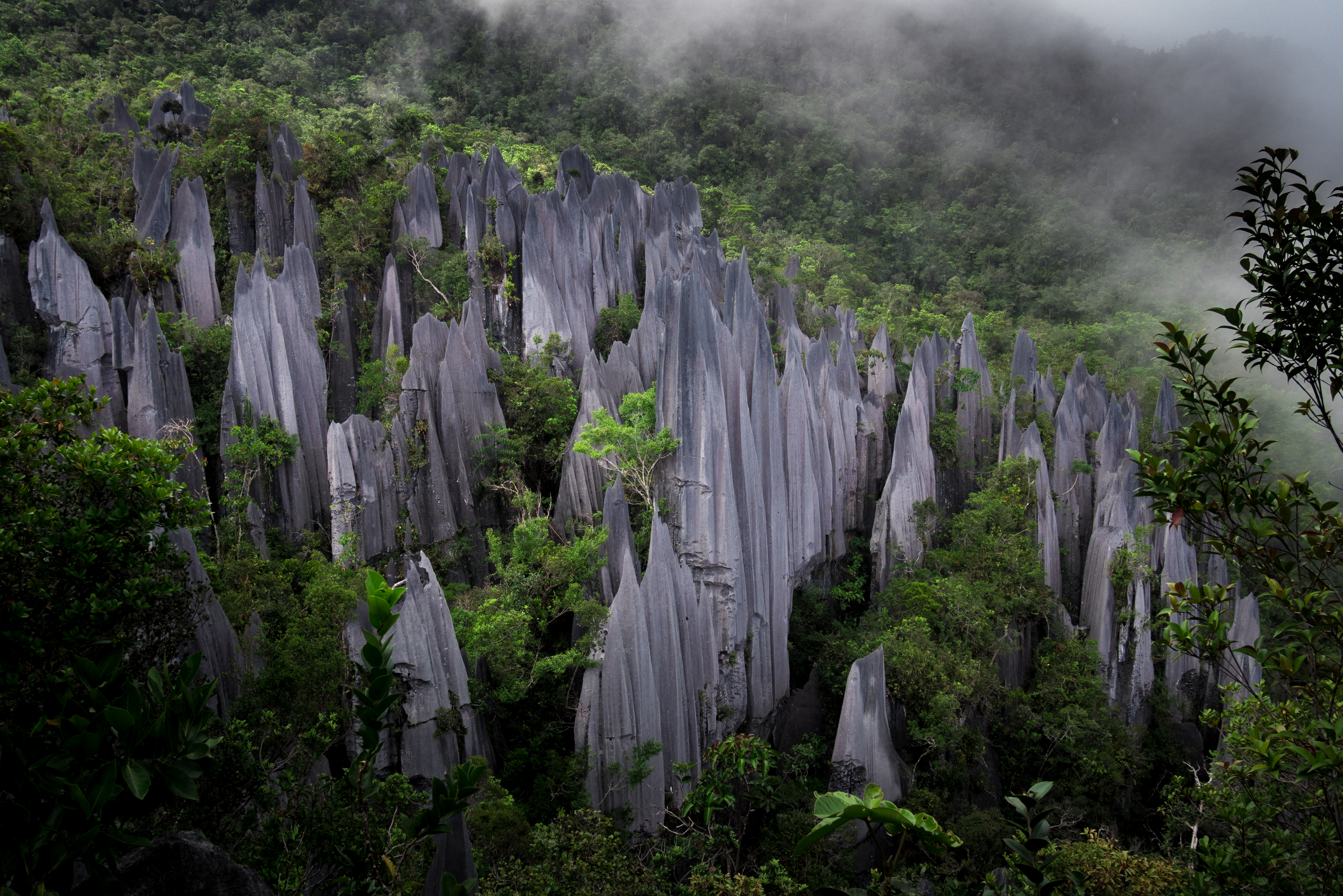
Gunung Mulu, Bornéo